# Erik Skjoldbjærg
Erik Skjoldbjærg (14 de diciembre de 1964 en Tromsø, Noruega) es un guionista y un director de cine. Consiguió reputación internacional con su película Insomnia (1997).

## Biografía
Nació en Tromsø, Noruega, y asistió a la Escuela Nacional de Cine y Televisión de Londres, donde se graduó en 1997. Ya en sí tuvo aclamación por su cortometraje Spor (1996), pero fue un año después cuando recibió un reconocimiento instantáneo en la escena internacional por su thriller policial Insomnia. Cinco años más tarde, al director Christopher Nolan se le ocurrió una nueva versión estadounidense de la película.
En 2001 Skjoldbjærg se embarcó en una coproducción entre Estados Unidos y Alemania en Estados Unidos para el drama psicológico Prozac Nation (2001), aunque no siguió una carrera en Hollywood. Regresó a su Noruega natal, donde trabajó principalmente en televisión. Aun así continuó haciendo películas como Nokas (2010) y Pioneer (2013) y continuó teniendo aclamación nacional- e internacionalmente.

## Filmografía (selección)
| Año  | Título         | Notas        |
| ---- | -------------- | ------------ |
| 1993 | Vinterveien    | Cortometraje |
| 1994 | Close to Home  | Cortometraje |
| 1996 | Spor           | Cortometraje |
| 1997 | Insomnia       |              |
| 2001 | Prozac Nation  |              |
| 2005 | En folkefiende |              |
| 2010 | Nokas          |              |
| 2013 | Pioneer        |              |
| 2016 | Pyromanen      |              |
| 2022 | Narvik         |              |